# Dudleveria
Dudleveria là một chi thực vật có hoa trong họ Crassulaceae.